# NGC 7747
NGC 7747 é uma galáxia espiral barrada (SBb) localizada na direcção da constelação de Pegasus. Possui uma declinação de +27° 21' 38" e uma ascensão recta de 23 horas, 45 minutos e 32,5 segundos.
A galáxia NGC 7747 foi descoberta em 23 de Setembro de 1873 por Édouard Jean-Marie Stephan.